# 文章会
《文章会》是一段著名的传统相声。《文章会》这段相声产生于何时，由何人创作已不可考，根据流传的文本考证，相信产生于晚清。在《文章会》中，有大量涉及中国传统文化的贯口，表演这段相声颇见演员的功底，因此《文章会》常被用来考核一个相声演员表演水平，在相声界也有“文怕《文章会》，武怕《大保镖》”的说法。一些人认为，《文章会》讽刺了八股文，也有研究者认为，《文章会》并非专为讽刺八股文而创作，它仅仅是相声演员自嘲的幽默而已。

## 历史
相声界历史上长期实行严格的师徒授受制度，很多传统相声段子仅师徒间口耳相传，许多信息在流传过程中消失，因此无法确切了解《文章会》的创作年代和作者，只能根据流传下来的表演文本进行考证。根据目前已知最早的版本，相信《文章会》应当创作于晚清的的同治或光绪年间。在这个相声段子中有大段的贯口（即大段连贯且富于节奏性的台词），涉及了唐宋八大家、颜、柳、欧、赵、王羲之、管仲、乐毅、诸葛亮等历史人物，因此有人认为这段相声并非由生活在底层的相声演员所创作，而是出自饱读诸子的满族贵族子弟的创作，可能最初由一些贵族子弟在自娱自乐的全堂八角鼓中表演，后随着清朝灭亡，这些贵族子弟下海成为职业艺人后这段相声才流传到相声界的。最初，文章会与另一传统相声名段《大保镖》为同一段作品，文章会是这个作品的垫话，即相声主体故事展开之前讲述的垫场小故事，后来为适应剧场演出的需要，《文章会》和《大保镖》被拆分为两个独立的相声段子。

## 故事脉络
在《文章会》的表演中，逗哏演员扮演一位不学无术，腹内草莽却不断吹嘘自己国学功底深厚的学生。逗哏演员吹嘘自己毕业于某著名大学，曾经接受过某名人的八股文考试，在数百位应试者中，只有他一人文笔佳，字体妙，受到了名人的赞赏，演员借名人之口，以贯口的形式夸耀自己的文章文笔堪比唐宋八大家、书法堪比王羲之，见地堪比孔明、乃至孔孟。捧哏演员则扮演一个将信将疑的听众，协助逗哏演员逐步将吹捧一步一步推向极至。随后，捧哏演员要求逗哏演员当众念出那篇文章，最终逗哏演员读出的却是在民间广泛流传的鼓书小调，名人出的题目一般为春题，内容为民间小调《正月探妹》，捧哏演员回答的则是铁片大鼓《王二姐思夫》。俗不可耐的民间小调与之前的吹捧形成强烈的对比，达到喜剧效果。

## 版本
作为一段传统相声，《文章会》在相声界流传了百余年，主要依靠的是师徒之间的口传心授，因此形成了很多演出版本，各个版本之间，故事脉络基本相同，而具体细节则根据时代不同而各具特色。
各个版本的差异主要体现在三个方面，即，逗哏演员毕业的学校，对逗哏演员进行考试的名人，以及最后一个包袱的形式。
在目前已知最早的一个版本中，逗哏演员并非一个大学生，而是一名进京应试的举人，相声中出现的名人是光绪皇帝的老师、军机大臣翁同龢，相声以翁同龢扇了逗哏演员一个耳光做结。
还有晚一些的版本中（例如苏文茂、马志存的版本），逗哏演员毕业于北京大学，进行考试的名人是主导戊戌变法的康有为和相声界的老艺人周蛤蟆（相声中身份为“北大校长”），相声同样以康有为扇了逗哏演员一个耳光做结。
在更晚些的版本（例如马志明，谢天顺或郭德纲，张文顺的版本）中，逗哏演员毕业于扶轮中学，或仁和大学，隐喻逗哏演员实际是一个黄包车车夫，其中扶轮大学意指扶着车把拉着车轮，而仁和大学则出自老舍的小说《骆驼祥子》中祥子供职的仁和车场，进行考试的名人为北洋政府的国务院秘书长徐树铮，相声最终以徐树铮雇佣逗哏演员为政府“超等顾问”作结，其中“超等顾问（抄等雇问）”意指“抄起车把等着，有人雇就问”仍然是隐喻该人为黄包车夫。
还有版本（例如马三立，张庆森的版本）隐喻逗哏演员为卖烤红薯的，其中铁路附小意指铁路附近的学校。底为雇佣逗哏的为“门外主考”，意指在考场门外又煮又烤，仍暗指逗哏演员为卖烤红薯的。
此外还有的版本以北京大学校长蔡元培为考试的主考人（例如李伯祥，杜国芝的版本），但是无论何种版本，逗哏演员对自己进行吹捧的词句，以及最终抖响包袱的两段民间小调《正月探妹》和《王二姐思夫》却是基本固定的。
在较新的郭德纲，于谦的版本中，逗哏演员自称是清华大学（"葱花"大学）的书法家，但实际上是摊煎饼的，主考官则为金庸。 结尾是金庸告诉逗哏演员他有可能升任英国女王招聘的监国侯，其实就是“煎”饼“果”子伺“候”。 
比较这些版本的差异，可以从中读出《文章会》在各个不同历史时期的演变过程，并能够从中挖掘这段相声起源的一些信息。